# Abraham Rajan
Abraham Rajan (né le 17 novembre 1957) est un athlète indien, spécialiste des courses de demi-fond.

## Biographie
Il remporte la médaille d'or du 800 mètres lors des championnats d'Asie 1981, à Tokyo, dans le temps de 1 min 50 s 21.

### Palmarès
| Date | Compétition         | Lieu  | Résultat | Épreuve | Performance   |
| ---- | ------------------- | ----- | -------- | ------- | ------------- |
| 1981 | Championnats d'Asie | Tokyo | 1er      | 800 m   | 1 min 50 s 21 |

### Records
| Épreuve | Performance | Lieu | Date |
| ------- | ----------- | ---- | ---- |
| 800 m   |             |      |      |